# Turkmenistan Airlines
Turkmenistan Airlines (en idioma turcomano, Türkmenistan Howaýollary ; en ruso, Туркменские авиалинии) es la aerolínea nacional de Turkmenistán.

## Historia
La aerolínea se fundó en 1992, un año después de su independencia de la Unión Soviética y desde 1999 es miembro de IATA.
Desde 2001, la aerolínea empezó modernizar su flota sustituyendo los obsoletos jets de la era soviética (Antonov An-24, Yakovlev Yak-40, Ilyushin Il-76, Tupolev Tu-154, Antonov An-26 y Yakovlev Yak-42) por modernos Boeing 717.
En su historial de seguridad (uno de los más limpios de aerolíneas de países ex-soviéticos) cabe resaltar tres incidentes:
- El 13 de mayo de 1992, un Yakovlev Yak-40 se estrelló en Türkmenabat cuando el piloto decidió frustrar el aterrizaje mientras volaban muy bajo del suelo. El ala derecha chocó y golpeó una antena de radio, incendiándose. No hubo que lamentar la muerte de ninguna de las 40 personas que viajaban a bordo.
- Los días 14 de septiembre y 11 de noviembre de 1993, dos Antonov An-2 se estrellaron en la provincia de Balkan sin causas ninguna pérdida mortal.
- En febrero de 2019 La Agencia Europea de Seguridad Aérea (EASA) prohíbe a Turkmenistan Airlines volar desde o hacia la Unión Europea. En octubre de 2019, la Agencia Europea de Seguridad Aérea (EASA) volvió a autorizar sus vuelos a la Unión Europea.[cita requerida]

## Flota

### Actual
| Aeronave           | Capacidad     | Total |
| ------------------ | ------------- | ----- |
| Airbus A330-200F   | Cargo         | 2     |
| Boeing BBJ1        | VIP           | 2     |
| Boeing 737-7GL     | 149 pasajeros | 3     |
| Boeing 737-800     | 175 pasajeros | 8     |
| Boeing 757-200     | 228 pasajeros | 3     |
| Boeing 777-22KLR   | 292 pasajeros | 4     |
| Boeing 777-300ER   |               | 2     |
| Bombardier CRJ-700 |               | 1     |
| Total              |               | 25    |

Hasta agosto de 2024 tiene una edad promedio de 14.1 años.[cita requerida]

### Histórica
| Avión          | Total | Introducido | Retirado | Notas |
| -------------- | ----- | ----------- | -------- | ----- |
| Boeing 717-200 | 7     | 2001        | 2018     |       |
| Boeing 737-300 | 3     | 1994        | 2014     |       |
| Boeing 767-300 | 1     | 2004        | 2012     |       |

## Destinos

### Asia

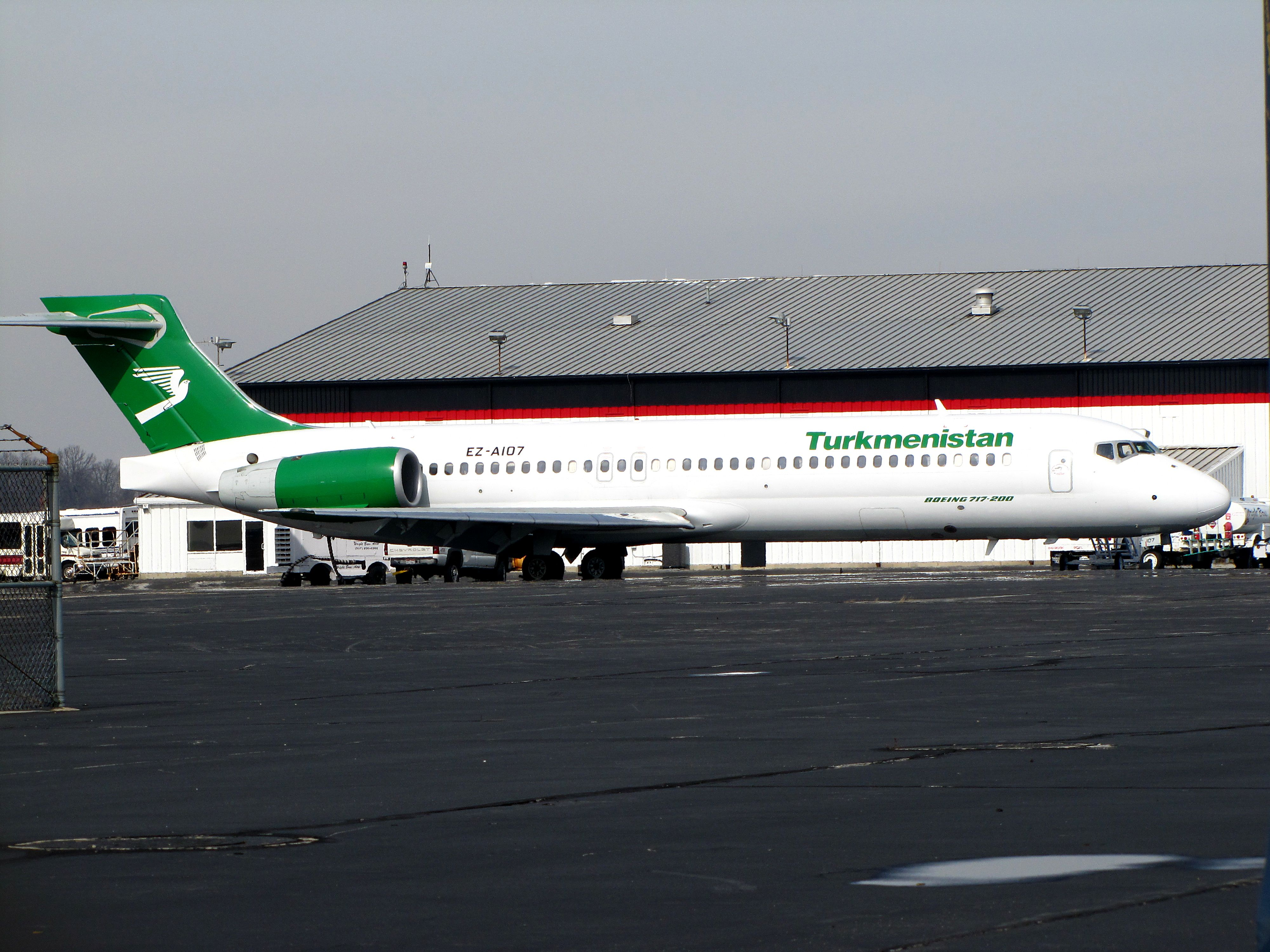
Boeing 717-200

Turkmenistán
- Asjabad
- Balkanabat
- Daşoguz
- Mary
- Türkmenabat
- Turkmenbashi

 China
- Pekín

 India
- Amritsar
- Delhi

 Malasia
- Kuala Lumpur

 Kazajistán
- Almatý

 Tailandia
- Bangkok

 Arabia Saudita
- Yeda

 EAU
- Abu Dhabi
- Dubái

### Europa

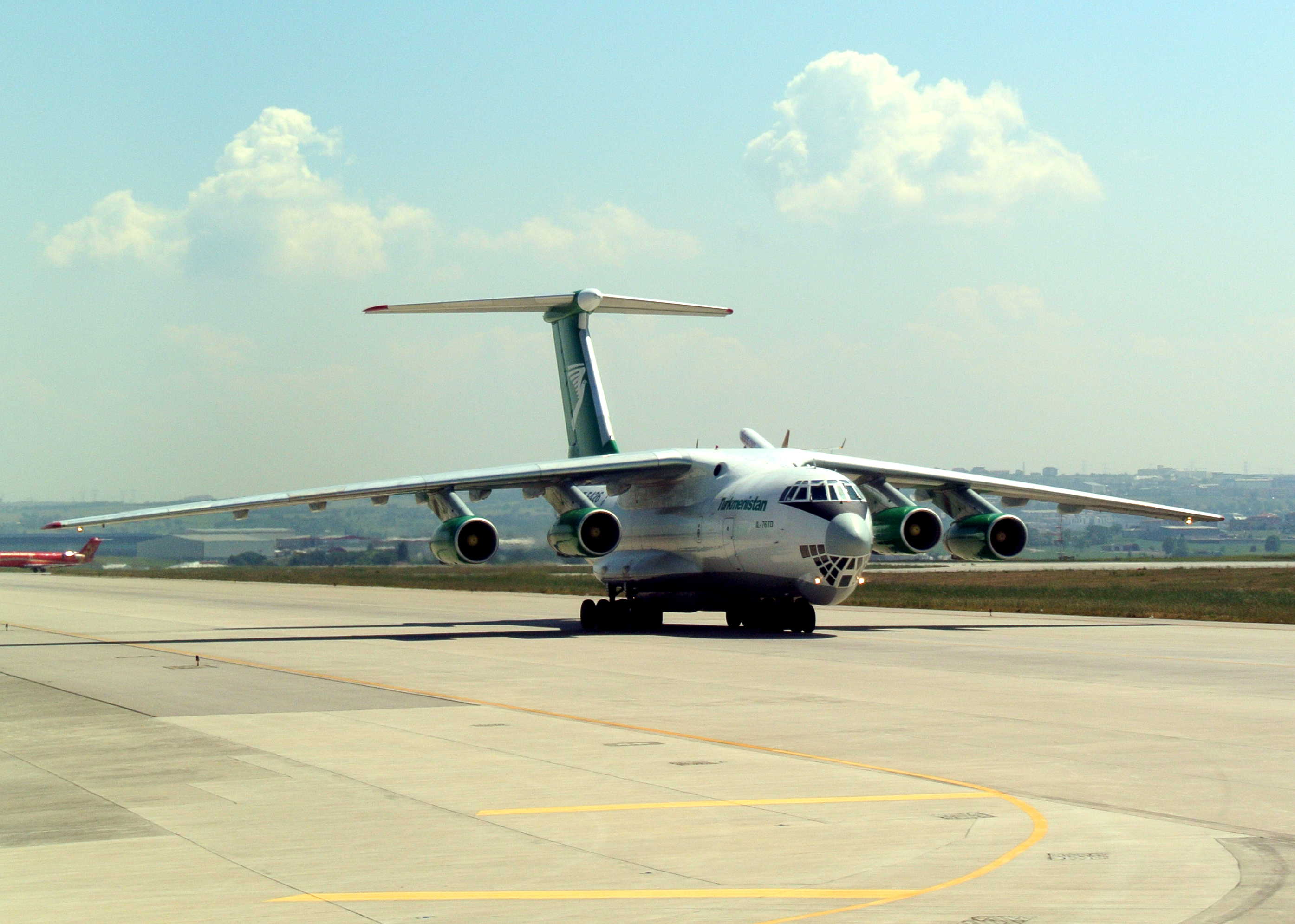
Ilyushin Il-76 en Estambul

Bielorrusia
- Minsk

 Alemania
- Fráncfort del Meno

 Rusia
- Moscú
- San Petersburgo

 Turquía
- Estambul
- Ankara

 Reino Unido
- Londres
- Birmingham

 Francia
- París

 Letonia
- Riga

### Nortamérica
Estados Unidos
- Nueva York